# Jeannette Unite
Jeannette Unite (20 de enero de 1964) es una artista sudafricana que ha conseguido su caja de pinturas recolectando óxidos, sales metálicas y residuos de minas, lugares patrimoniales e industriales, para producir pintura, pastel y recetas de vidrio para sus obras de arte a gran escala que reflejan los sitios mineros e industriales donde se fabrica el mundo contemporáneo de la humanidad.
Sus dibujos de minería de Headgear a escala industrial y pinturas "TERRA" se exhibieron en el Museo Ostwall, Dortmund, Alemania en el edificio reconstruido in situ para la sede minera del Valle del Ruhr en conmemoración del último año de la minería subterránea del carbón en Alemania. 
Durante 2014 y 2015, su investigación sobre la estratigrafía de la Tierra con el Departamento de Ciencias de la Tierra, la Universidad de Oxford y el Museo de la Universidad de Oxford, se convirtió en tema de trabajo expuesto en el Centro de Arte Contemporáneo y el Mundo Natural (CCANW), Universidad de Exeter, Devon, entre octubre de 2015 y febrero de 2016. Esta exposición itinerante también formó parte del Año del Suelo de las Naciones Unidas y el Año del Lodo de la Sociedad Geológica Británica.

## Investigación
Las obras de Unite hacen referencia al patrimonio minero procedente de archivos y museos. Esto incluye mapas y textos históricos geológicos que se crearon durante la Revolución Industrial Británica para guiar la extracción del carbón que alimentó los motores que impulsaron la modernidad. 
Las fotografías de los viajes de Unite y las imágenes duplicadas de los museos y archivos mineros son un recurso tan valioso para Unite como los desechos de los estanques de arenas y limos de las minas y los detritus industriales, y están cargados de significado que ella mezcla en sus pinturas y pasteles.
Unite ha expuesto en las Bienales internacionales de arte de Alemania, Beijing, Lyon y Tashkent. Su arte está presente en museos de arte de los cinco continentes, así como en los pasillos de la firma de abogados más grande del mundo, Clifford Chance.

## Galería

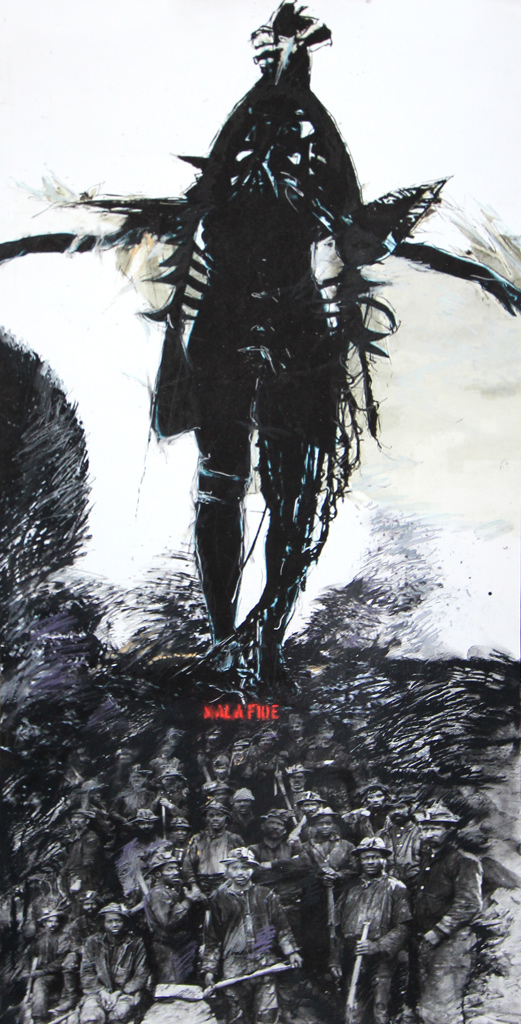
"Entre los estratos del trauma y la violencia", obra de arte de Jeannette Unite.
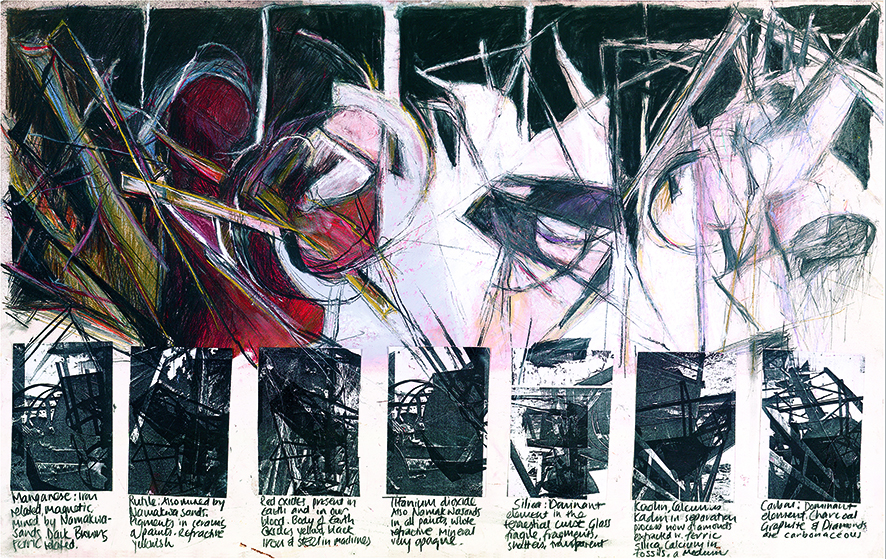
EARTHSCARS - Minerals and Metals, por Jeannette Unite.
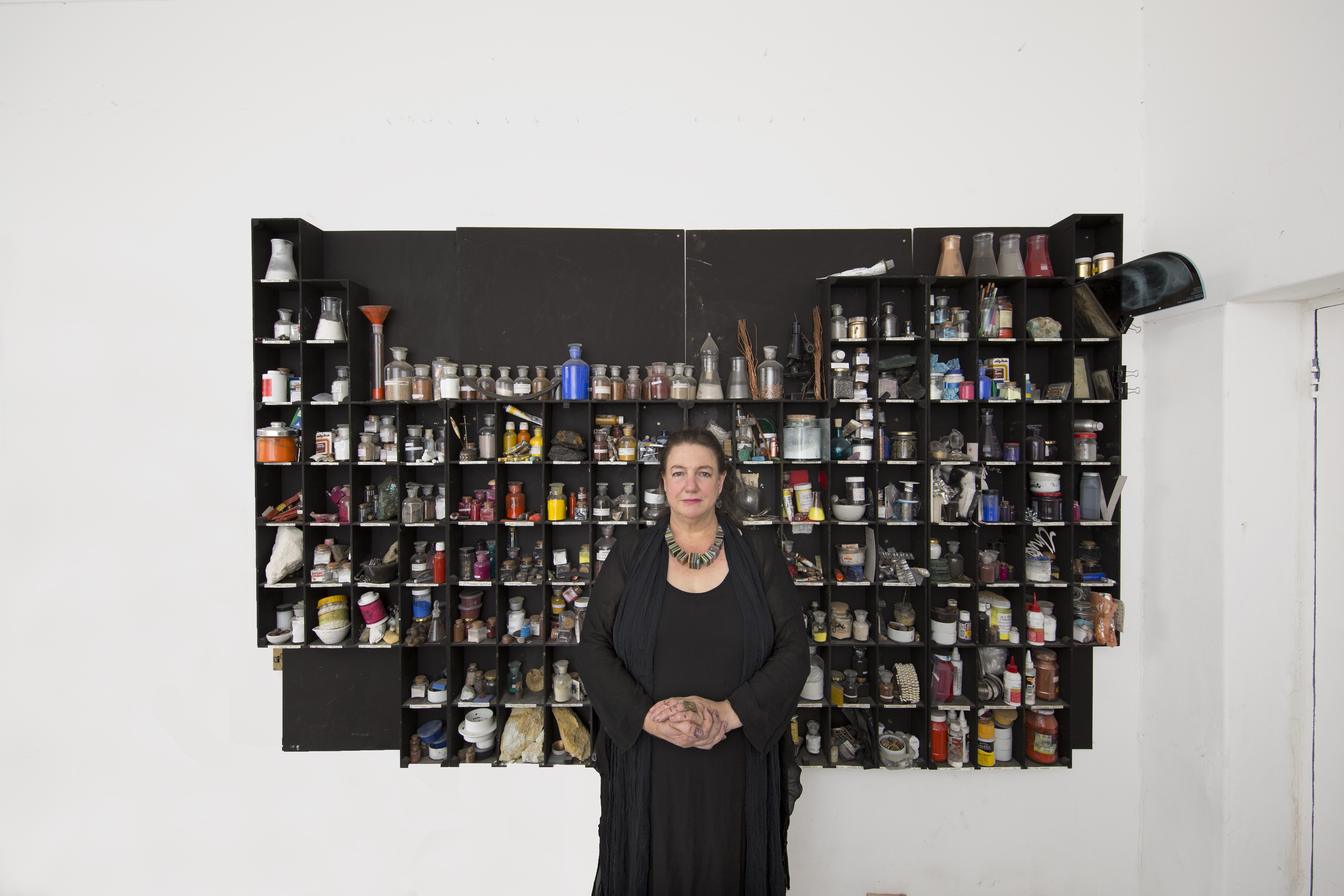
La artista Jeannette se une con su 'caja de pinturas' detrás: la tabla periódica de minerales.
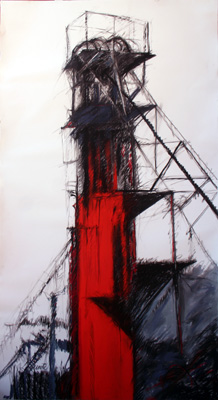
Uno de los dibujos de "Headgear" de Jeannette Unite
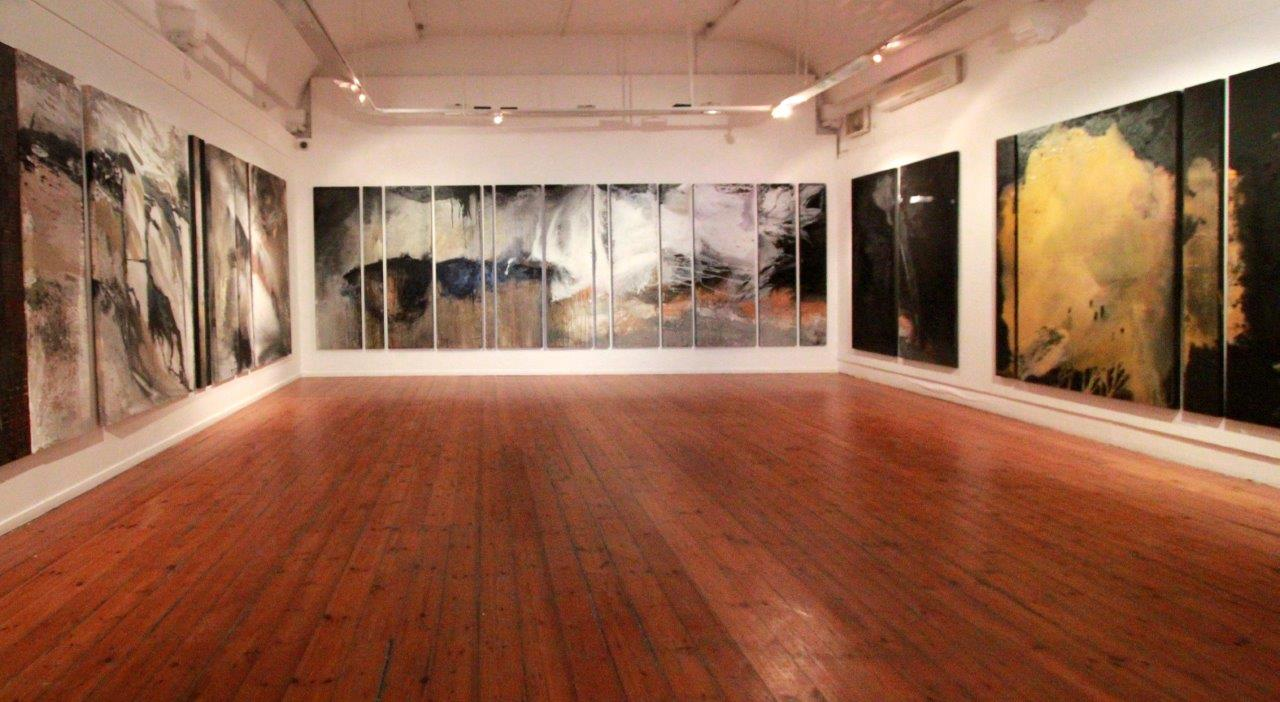
Vista de instalación de la exposición de posgrado de Jeannette Unite Master of Fine Art
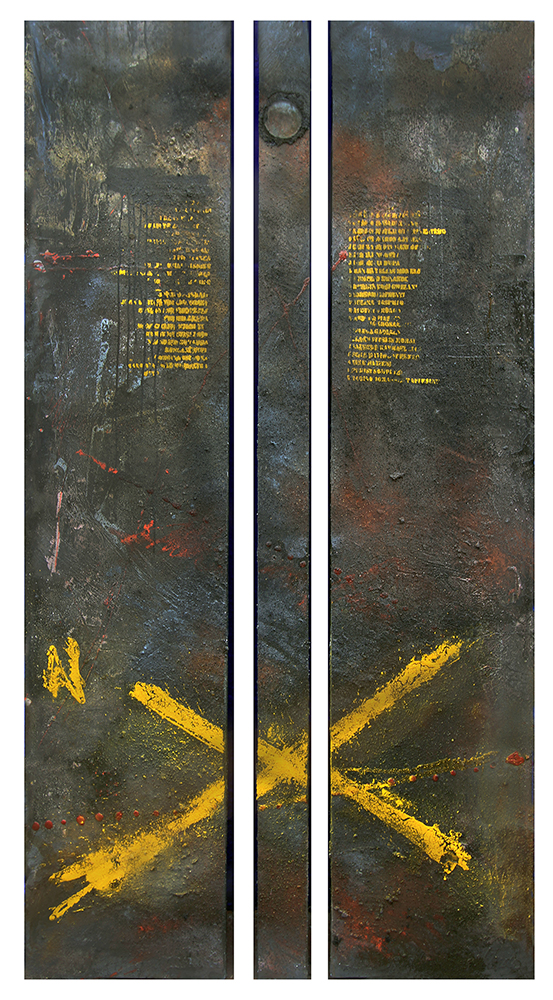
Una de las obras conmemorativas de Jeannette Unite sobre la masacre de Marikana que tuvo lugar en Sudáfrica el 16 de agosto de 2012.

## Educación y trabajo
Unite se graduó de la Escuela de Bellas Artes Michaelis en 1986, tras 4 años de formación. De 1987 a 1997, enseñó grabado y arte general en el Centro de Arte Frank Joubert, además de impartir clases de dibujo para adultos y cursos de pintura. Durante este tiempo, estuvo durante cuatro años en correspondencia con Universidad de Sudáfrica y brindó capacitación artística a maestros en Nyanga, un área local del municipio. En 2011-2016 enseñó el curso Talleres en materialidad en la Escuela de Bellas Artes Michaelis, una serie de talleres centrados en comunicar su propio estilo único de preparación y utilización de pintura a los estudiantes. En 2014 completó su MFA (Maestría en Bellas Artes) en Michaelis, recibiendo una distinción.
Becas y residencias
- Mzansi Golden Economy Grant, Departamento de Arte y Cultura de SA (financiación para TERRA en Dortmund, Alemania y GEOGRAFÍAS COMPLICITAS, CCANW, Exeter University, Devon) 2016
- AEGIS - African Travel Grant para la presentación de clausura de la conferencia de recursos africanos, Universidad Autónoma, Madrid España 2011

Desde 1981 a 2013 recibe varias becas de la Universidad de Ciudad del Cabo con presentaciones de su trabajo en galerías.
Presentaciones en conferencias
Unite realiza conferencias exponiendo su trabajo por todo el mundo. Expuso una presentación con título Minería del paisaje industrial africano, en las jornadas sobre Conflictos y recursos naturales: Estudios africanos, AEGIS  en la Universidad Autónoma de Madrid, España 2011. También ha participado en conferencias en la Universidad de Innsbruck, Austria en 2011, en la Universidad de Rodas, Grahamstown en 2010, o en Tashkent, Uzbekistán en 2009.